# Perilitus pallidistigmus
Perilitus pallidistigmus är en stekelart som först beskrevs av Chen och Van Achterberg 1997.  Perilitus pallidistigmus ingår i släktet Perilitus och familjen bracksteklar. Inga underarter finns listade i Catalogue of Life.